# マヌエラ・シュヴェーズィヒ

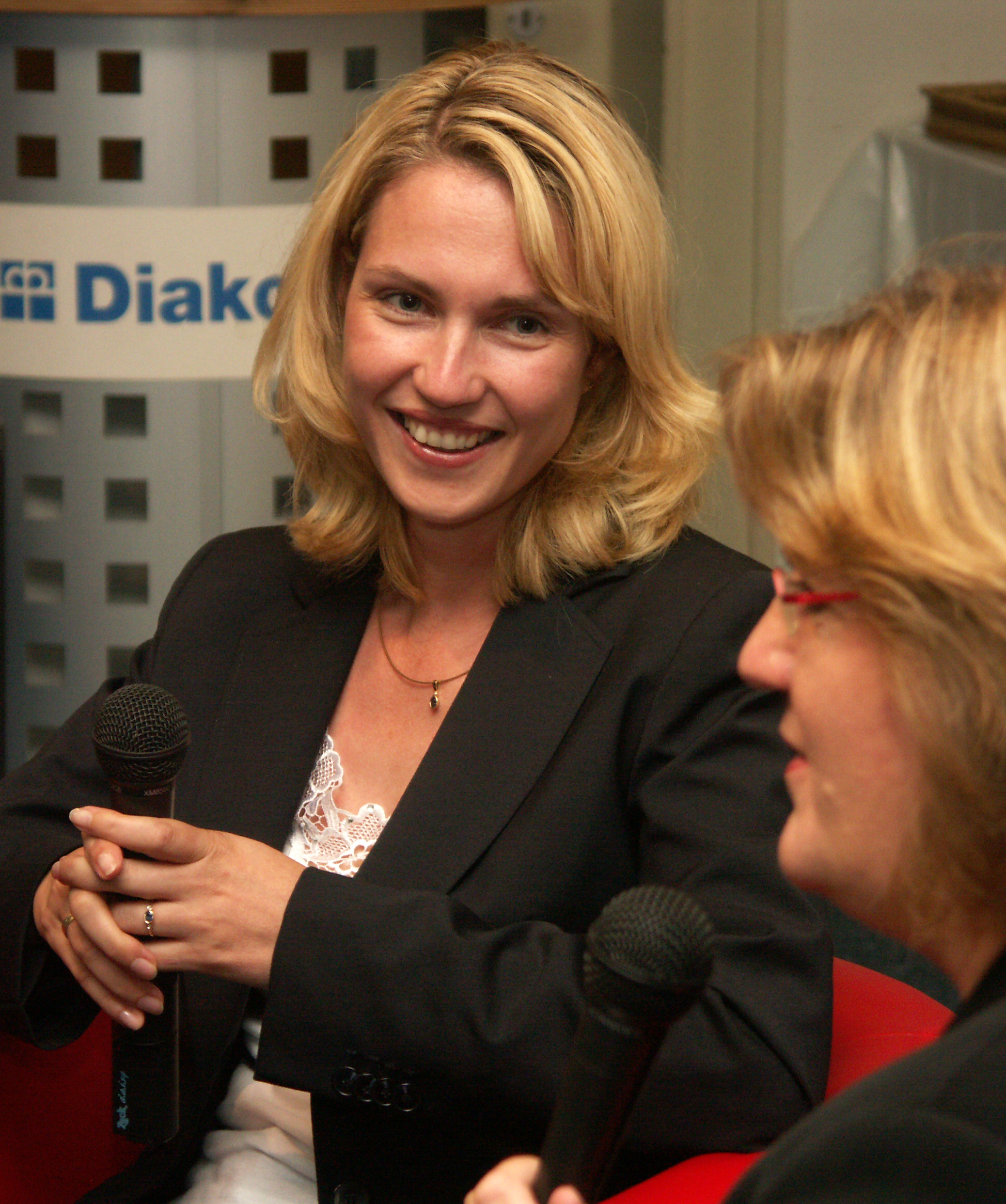
カースティン・グリーゼと会話するシュヴェーズィヒ（2009年）

マヌエラ・シュヴェーズィヒ（Manuela Schwesig、1974年5月23日 - ）は、ドイツ連邦共和国の政治家。現在、同国メクレンブルク＝フォアポンメルン州首相。連邦参議院議長、同州労働、社会均等、社会相などを歴任。ドイツ社会民主党（SPD）所属、2009年より同党副党首。2013年から2017年まで第3次メルケル内閣で家族相を務めた。

## 職務経歴

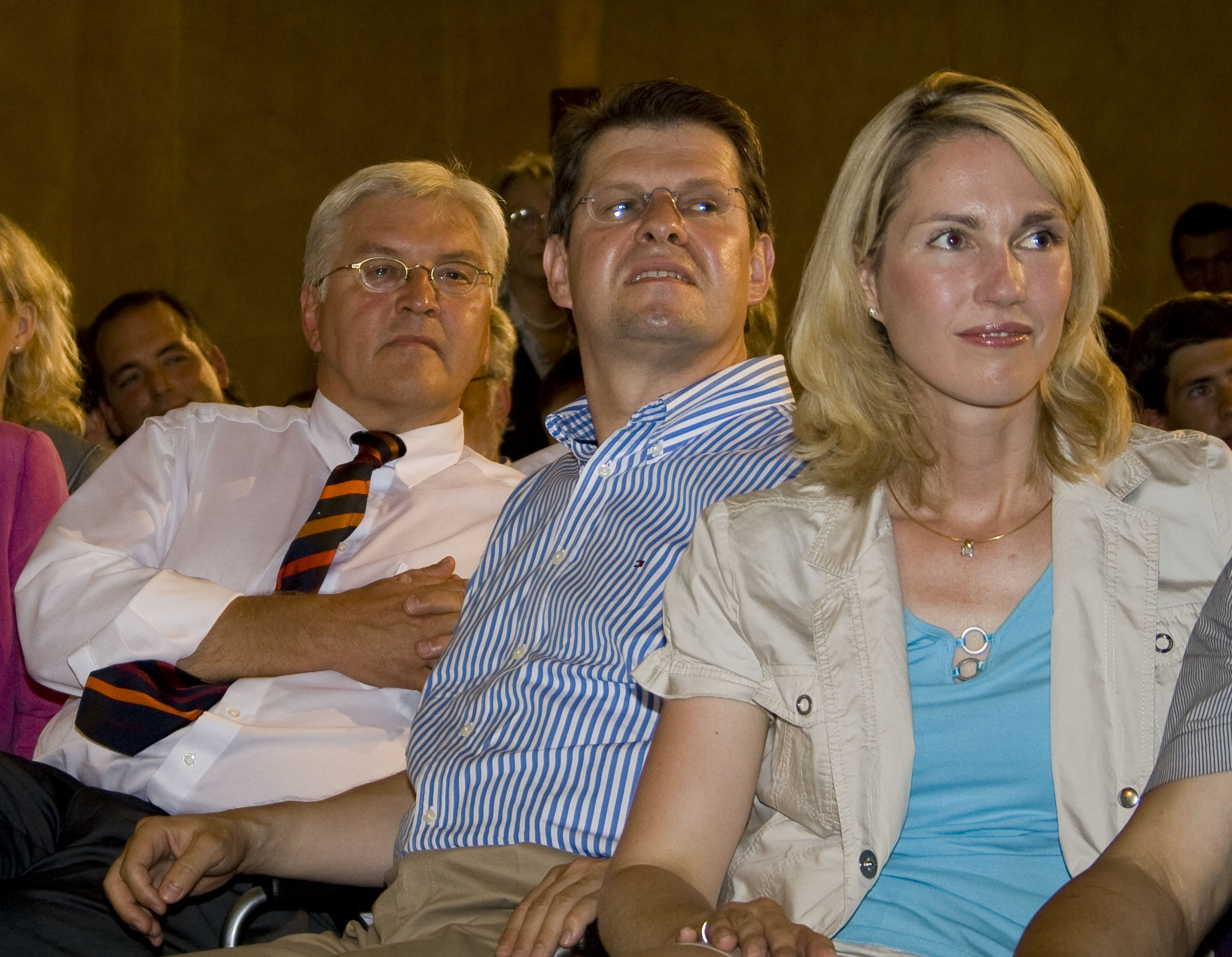
フランク＝ヴァルター・シュタインマイアーとラルフ・ステグナーとともに

フランクフルト (オーダー)生まれ。ゼーロウ高地にあるギムナジウムでアビトゥアに合格後、1992年から2000年までフランクフルト (オーダー)の税務署に勤務すると同時に税務専門学校にも通う。1995年、財務ディプローム試験に合格後、税務監察官としてシュヴェリーン財務局に転属する。
2002年5月以降、彼女はメクレンブルク＝フォアポンメルン州財務省、320部局に勤務する。最後に彼女は財務行政部局参事として、公的職務と組織問題に従事するようになった。

## 政治経歴
マヌエラ・シュヴェーズィヒは29歳でドイツ社会民主党(SPD)に入党し 、社会民主党シュヴェリーン地域支部と州本部に属した。2004年以降、彼女はシュヴェリーン市議会ドイツ社会民主党(SPD)副議員団長になり、2007年10月から2008年10月まで議員団長になった
2008年10月6日に州政府社会、保健相に任命された。彼女の前任大臣エルウィン・ゼレリングがメクレンブルク＝フォアポンメルン州首相に転出したための後継人事であった。
2009年7月30日、2009年ドイツ連邦議会選挙におけるドイツ社会民主党のフランク＝ヴァルター・シュタインマイアー連邦首相候補の影の内閣閣僚になった。彼女は家族・社会領域を担当した。
2011年10月25日に、メクレンブルク＝フォアポンメルン州第2次エルウィン・ゼレリング内閣の労働、社会均等、社会相に任命された。
2013年12月から2017年7月まで、第3次メルケル内閣で家族・高齢者・婦人・青少年相を務めた。
2017年7月4日、前任者が健康上の理由で辞任し、その後継に指名されたため、メクレンブルク＝フォアポンメルン州首相に選出された。2021年11月15日に賛成41、反対35、棄権3票で州首相に再任。

## 政策・主張
- 州首相、家族・高齢者・女性・青少年担当大臣として長年、クオータ制の導入を提唱してきた。2015年には連邦レベルで女性の割り当てを実施した[9]。

- ドイツの性刑法（性犯関連）について、「より厳格な基準が必要。今あるものでは緩すぎる。女性に対する強姦は行為として処罰されないことが多い。加害者が処罰されず、責任が女性に向けられることもある」とし、「女性としては、路面電車にぶつかまれたり、誰かがスカートの下でつかんだりするかどうかは違いがある。これはケルン事件後に話題になった、所謂『ダンス』（ビーレフェルトでの最大500によるナイトクラブ襲撃及び性暴行）に関するものでもある。誰かが、レイプ、セクハラを行ったグループから嫌がらせを受けたら最大5年の懲役刑に処されるべきだ」「セクハラやレイプは些細な犯罪ではなく、罰せられなきゃいけない」と主張している[10]。

## 家族
マヌエラ・シュヴェーズィヒはドイツ児童保護連盟会員である。彼女は既婚で一人息子がいる。2010年7月31日、無神論者だった彼女は夫と息子と共にキリスト教の洗礼を受け 、家族と共に メクレンブルク福音ルター派州教会 に加入した。